# Улица Братьев Быковых

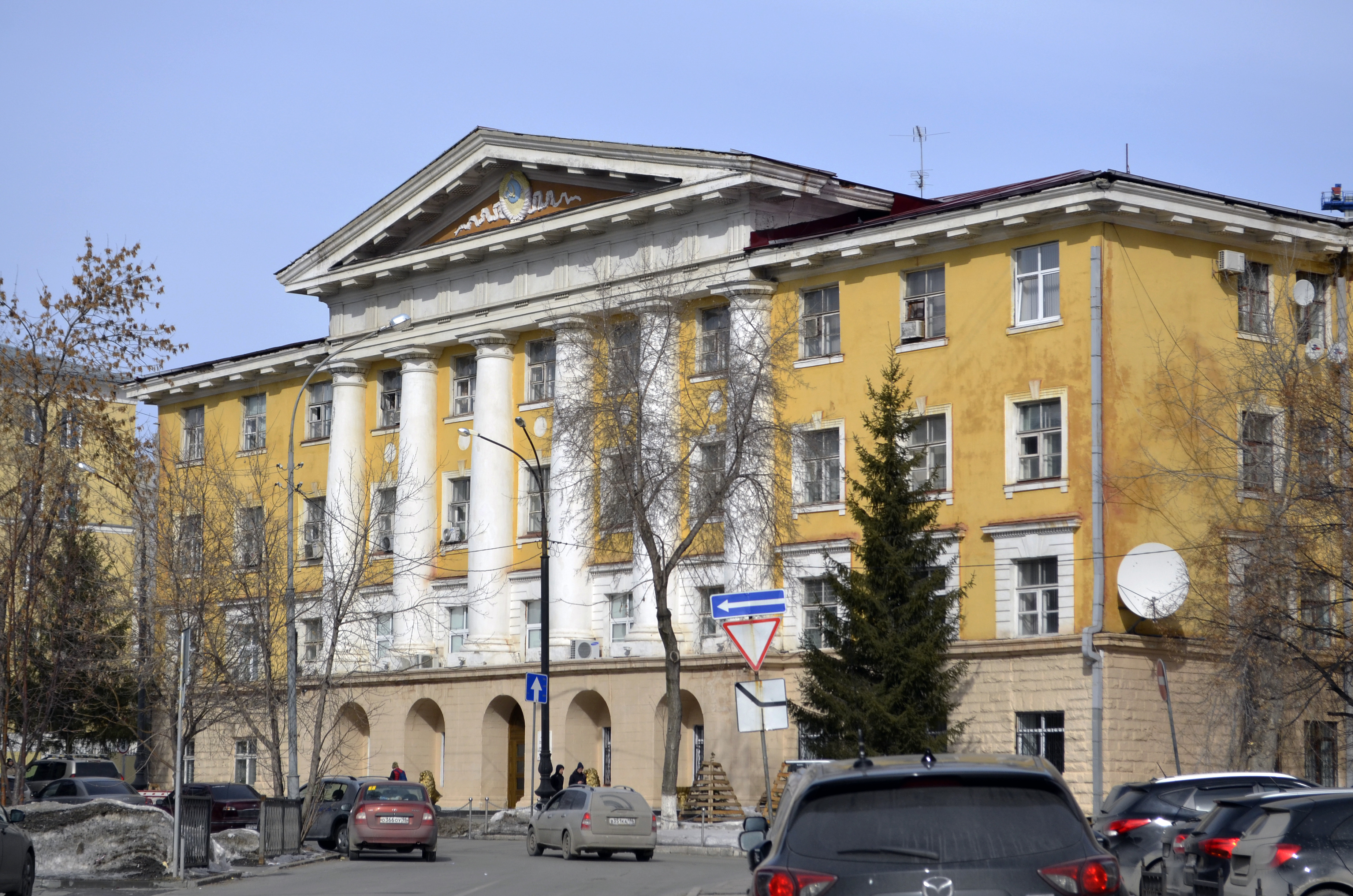
Здание Штаба железнодорожных войск, ул. Братьев Быковых, 34а

У́лица Бра́тьев Бы́ковых (прежние названия: 3-я Мельковская, Виктора Быкова) — улица в жилом районе «Центральный» Железнодорожного административного района Екатеринбурга.

## Происхождение и история названий
Первоначальное название 3-я Мельковская улица получила по названию Мельковской слободы города, в которой и была расположена. Изначально переименована в улицу Виктора Быкова, но после получила современное название в честь трёх братьев Быковых — Виктора, Сергея и Павла Михайловичей — известных революционеров. 

## Расположение и благоустройство
Улица Братьев Быковых проходит параллельно улицам Азина и Мельковской (с запада на восток) от улицы Свердлова. На участке после примыкания улицы Ерёмина поворачивает на северо-запад и выходит к улице Челюскинцев. Улица пересекается с улицей Испанских Рабочих. Слева на улицу Братьев Быковых выходит улица Ерёмина. Протяжённость улицы составляет около 600 метров. Ширина проезжей части в среднем — пять-шесть метров.
На протяжении улицы Братьев Быковых имеется три светофора. С обеих сторон улица оборудована тротуарами.

## История
Улица возникла в 30-х—40-х годах XIX века в соответствии с генеральным планом города. Она стала третьей из четырёх Мельковских улиц Мельковской слободы. Полностью была застроена к 1880-м годам.
В XIX веке 3-я Мельковская улица начиналась от Мельковского пруда, пересекала Верхотурскую улицу (Свердлова), Мельковскую площадь (сейчас застроена), Турчаниновскую (Испанских Рабочих) и Ключевскую (Ерёмина) улицы и выходила на улицу Северную (Челюскинцев). К 1887 году на 3-й Мельковской насчитывалось 33 усадьбы, принадлежавших семьям рабочих механического завода Ятеса и Екатеринбургской железной дороги, и также семьям ремесленников, мелких торговцев и служащих.

## Транспорт

### Наземный общественный транспорт
Движение наземного общественного транспорта по улице не осуществляется. Ближайшие остановки общественного транспорта — «Управление дороги» (ул. Челюскинцев) и «Дом Музыки» (ул. Свердлова).

### Ближайшие станции метро
В 350 м от перекрёстка улиц Братьев Быковых-Ерёмина находится станция метро  «Динамо», а в 700 м от конца улицы находится станция  «Уральская».